# Eleutherodactylus armstrongi
Espèce
Statut de conservation UICN

 EN B1ab(iii) : En danger
Eleutherodactylus armstrongi est une espèce d'amphibiens de la famille des Eleutherodactylidae.

## Répartition
Cette espèce est endémique du Sud d'Hispaniola. Elle se rencontre de 150 à 1 700 m d'altitude dans la sierra de Baoruco en République dominicaine et dans le massif de La Selle à Haïti.

## Description
Les mâles mesurent jusqu'à 31 mm et les femelles jusqu'à 43 mm.

## Étymologie
Cette espèce est nommée en l'honneur de John C. Armstrong.

## Publication originale
- Noble & Hassler, 1933 : Two new species of frogs, five new species and a new race of lizards from the Dominican Republic. American Museum Novitates, no 652, p. 1-17 (texte intégral).